# Luis Motta Domínguez
Luis Alfredo Motta Domínguez (2 de julio de 1958) es un militar y político venezolano y el Ministro de Energía Eléctrica de Venezuela durante el periodo 2015-2019, al igual que presidente de la Corporación Eléctrica Nacional (Corpoelec).
El 28 de julio el secretario de Estado de Estados Unidos, Mike Pompeo, ha anunciado que Motta Domínguez fue incluido en la lista negra junto con Eustaquio José Lugo Gómez bajo las acusaciones de aceptar sobornos a cambio de la adjudicación de contratos con la empresa pública Corpelec durante su mandato. El 30 de septiembre de 2020, la DEA hizo público en su cuenta de Twitter un cartel que ofrecía hasta cinco millones de dólares por información que pudiera llevar a la captura de Motta Domínguez.
Fue el primer caballero del Estado Aragua entre 2021 y 2025 durante el periodo de su esposa.

## Familiares

Cartel de recompensa publicado por la DEA ofreciendo hasta cinco millones de dólares por información que pueda llevar a la captura de Motta Domínguez.

Su esposa Karina Carpio actual Gobernadora del Estado Aragua (2021-nov 2025), tuvo 3 hijos y una nieta.

## Carrera profesional
Fue jefe de la Región Estratégica de Desarrollo Integral (REDI) Central durante 2013-2014, con competencia en los estados Aragua, Carabobo, Miranda, Vargas y Yaracuy.
En enero de 2014 fue intendente de Protección de los Derechos Socioeconómicos de la Superintendencia Nacional para la Defensa de los Derechos Socioeconómicos, posición con la que fue reincorporado al servicio activo de la Fuerza Armada Nacional Bolivariana en la categoría de efectivo. 
La embajada americana informó el 18 de mayo de 2015 a la Oficina Nacional Antidrogas (ONA) que una división élite de la Administración para el Control de Drogas (DEA, por sus siglas en inglés) y fiscales federales en Nueva York y Miami se encontraban investigando a un grupo de funcionarios venezolanos, entre quienes figuraba Luis Motta Domínguez. La notas del informe estadounidense indicaba que los investigados estaban “bajo sospecha” de convertir al país “en un centro global de tráfico de cocaína y lavado de dinero (Cartel de los Soles)”. La información dice que Motta Domínguez fungía como lugarteniente de este cartel.
Nombrado presidente de la Empresa Socialista de Carreteras de Aragua (Vías de Aragua) durante 2015. En julio de 2015 fue designado  Presidente de la Corporación Eléctrica Nacional, S.A. (CORPOELEC), según la Gaceta Oficial N° 40.714. El 3 de agosto asumió la presidencia de la Corporación Eléctrica Nacional.

### Ministro de Energía Eléctrica
El 19 de agosto de 2015 es nombrado ministro de Energía Eléctrica en relevo de Jesse Chacón, el cargo que le fue ratificado en febrero de 2017.
En 2018 el Partido Comunista (PCV) pidió su renuncia como ministro, acusado de negligencia por la falta de inversiones en infraestructura y mantenimiento de la red eléctrica. Tras el apagón nacional de 2019 y en medio de la crisis eléctrica, Maduro declaró que le había pedido a Motta Domínguez «que descanse un tiempo», siendo reemplazado por Igor Gavidia.

## Controversias
Un reportaje de septiembre de 2018 de la periodista Maibort Petit informaba que millones de dólares habían ingresado al sistema financiero de los Estados Unidos a través de un grupo de empresas y personas señaladas de ser presuntos asociados al ministro de Energía Eléctrica y presidente de Corpoelec, Luis Motta Domínguez y que un año después fueron sancionados por una Corte Federal del Distrito Sur de la Florida al ser acusados por dos empresarios que sobornaron a dos funcionarios de CORPOELEC, ellos eran Motta Domínguez y el General de División, Eustiquio José Lugo Gómez, Viceministro de Finanzas por el ingreso de 60 millones de dólares a través de tres empresas proveedoras de CORPOELEC.
En abril de 2023 salieron a la luz más detalles sobre quienes actuaron como testaferros de Motta Domínguez, se trata del Cnel Aquiles Rojas Patiño y Cnel Herrera Pino ligados al caso de saboteo eléctrico robo de material estratégico, informaron en calidad de imputados que actuaron como testigos presenciales. La negociación del pago de soborno se realizó a través del General de División, Eustiquio José Lugo Gómez, viceministro de Finanzas, Inversiones y Alianzas Estratégicas del MPPEE. Uno de los testimonios que sustenta la investigación dice que “Motta pecha a los empresarios a través de su “encargado” de compras, (el general Eustiquio Lugo Gómez) a quienes imponen doblar el precio de modo que puedan pagarle el 50 por ciento de anticipo de las operaciones”. La mayoría de pagos del soborno debían ser en efectivo o depositados en una cuenta N de Banesco en USA, confirmado por los dos militares imputados.